# 신곡

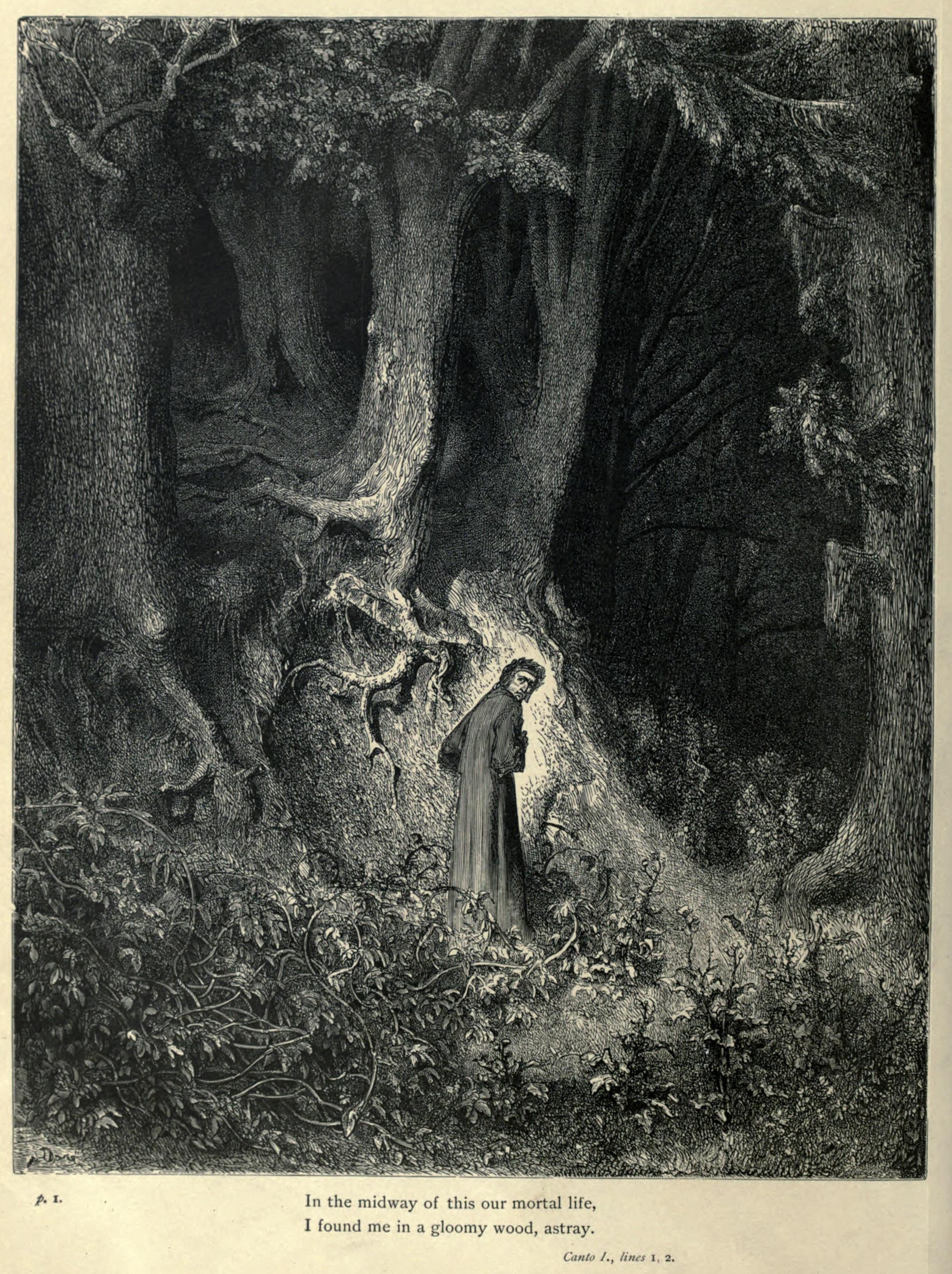
<div font-size:85%">
Nel mezzo del cammin di nostra
vita mi ritrovai per una selva oscura,
chè la diritta via era smarrita.
-- 신곡 지옥편 1곡 1-3행
우리 인생길의 한중간에서
나는 올바른 길을 잃어버렸기에
어두운 숲 속에서 헤매고 있었다.

《신곡》(神曲, 이탈리아어: La Divina Commedia, The Divine Comedy)은 저승 세계 여행을 주제로 한 13세기 이탈리아의 작가 단테 알리기에리가 1308년 경부터 사망한 해인 1321년까지 집필한 서사시이다.
신곡은 이탈리아 문학의 중심 서사시로 손꼽힌다. 저자와 같은 이름의 여행자 단테는 베르길리우스, 베아트리체, 베르나르두스의 안내를 따라 지옥-연옥-천국으로 여행한다. 단테는 그 곳에서 수백 명의 신화상 혹은 역사상의 인물들을 만나 이야기를 나누며 기독교 신앙에 바탕을 둔 죄와 벌, 기다림과 구원에 관해 철학적, 윤리적 고찰을 할 뿐만 아니라 중세 시대의 신학과 천문학적 세계관을 광범위하게 전하고 있다.
《신곡》은 중세에 쓰였음에도 이탈리아 문학의 꽃으로 손꼽히며, 사후에 대한 중세적인 세계관을 보여준 최정점에 있다. 이 작품은 특히 권력층 언어인 라틴어가 아닌 토스카나 방언으로 적혀 있어 이탈리아어의 생성과 발전이 있기까지 적지 않은 영향을 끼친 것으로 평가를 받고 있다.
토스카나 방언으로 집필했다는 것은 누구나가 이해할 수 있고, 누구의 마음 속에나 쉽게 받아들일 수 있고, 게다가 천박함을 저어하는 세심한 배려가 담겨져 있다는 뜻이다. 그러나 이슬람교의 창시자 무함마드가 지옥에 떨어진다든지 예수 이전에 태어난 사람은 기독교인이 아니므로 훌륭한 사람이더라도(플라톤, 호메로스 등) 천국에 가지 못한다는 등, 그 시대의 가톨릭 신앙에 근거한 세계관을 반영하고 있어 한계를 보인다는 비판을 받기도 한다.

## 제목과 문학 장르
오늘날 세계 문학에서 쓰이고 알려진 서사시 제목 La Divina Commedia (한국에서는 한자어로 神曲:신곡)는 단테가 붙인 게 아니라 보카치오가 쓴 단테의 생애에서 'Divina(성스러운)'라는 감탄적 칭찬에서 1555년에 로도비코 돌체(Lodovico Dolce)라는 출판업자가 책을 새로 내면서 붙인 제목이다. 원래는 단테가 쓴 제목은 Commedia('희극')다.
이 작품이 한국에 들어왔을 때 일본에서 번역한 제목을 그대로 썼으므로 한국에서 '신곡'이라는 제목을 사용하고 있다.
단테 자신은 서사시를 Commedia(희극)라고 제목을 붙였는데, 그 이유를 다음과 같이 설명하고 있다.
희극은 어떤 추한 것으로부터 시작되는 반면, 그 내용면에서 즐겁게 끝을 맺는다.
(libri titulus est ... comedia vero incohat asperitatem alicuius rei, sed eius materia prospere terminatur)
이 간락한 설명은 <신곡>의 구성에서 쉽게 이해될 수 있다. 다시 말해 독자는 서사시에서 먼저 지옥으로 여행을 하게 되며, 천국에서 여로를 풀게 된다.

## 집필 시기 및 배경
정치가로서, 또한 신성 로마제국 황제의 군림 하에서 다수의 소국가들로 분할되었던 이탈리아반도의 통일을 목표로 한 선구자로서, 모험적인 생활을 통해 숱한 좌절들을 경험한 뒤 사형을 선고받은 망명자 단테는 베아트리체와 그가 함께 아홉 살이었던 시절의 그들의 만남을 상기하며, 이렇게 쓰고 있다. "그 순간이 지난 뒤부터 줄곧—내가 고백하건대—사랑이 나의 영혼을 지배했다"라고.
그는 딸을 돈 많은 금융업자와 결혼시킨 베아트리체의 아버지 포르티날리를 증오했는데 글로써 복수했다. 그뿐만이 아니라 모든 금융업자들을 "지옥(Inferno)" 편에서 지옥의 가장 밑바닥까지 추방시킴으로써 역시 그들에게 복수하고 있다.
지옥과 천국의 여행을 서술할 때 단테는 "아에네이스"에서 지옥을 묘사한 로마의 시인 베르길리우스에게 그 기초를 두었다. 베르길리우스는 단테의 신곡을 통해서 그의 조언자로서 작품에 실체를 부여했던 것이다.

## 구성

### 형식
신곡은 지옥(이탈리아어: Inferno), 연옥(이탈리아어: Purgatorio), 천국(이탈리아어: Paradiso) 이렇게 세 편으로 이루어져 있다. 각 편은 서른세 절로 이루어져 있으며 신곡의 맨 앞부분에 이 시를 소개하는 절이 하나 있다. 신곡은 이렇게 모두 100개의 절로 이루어져 있다.

## 줄거리

### 지옥
"지옥"은 지표에서부터 불타올라 지구의 중심에까지 이르는 지하의 심연이다. 늪이나 호수에서는 악취와 증기가 피어오르며, 얼음처럼 차가운 바람, 열풍, 쏟아지는 비와 우박으로 하늘은 잠시도 조용하지 않았다. 미식가들도 더러운 것들을 마구 먹어야만 하며, 낭비가들과 탐욕가들도 결코 재산을 손에 넣지 못한다.
증오심에 불타는 사람들이 서로 뒤엉켜 싸우고, 폭력을 휘두르는 사람들이 쉴새없이 피가 흐르는 강 속으로 빠지고, 뜨거운 사막 위를 걸어야 하는 동성연애자들의 머리에 불이 쏟아진다고 묘사한 지옥에서 단테와 베르길리우스는 잠시 걸음을 멈추게 된다. 또한 그의 인생을 괴로움 속에 빠뜨렸던 위선적인 피렌체 시민, 그의 재산을 약탈한 사기꾼들과 탐욕스러운 횡령꾼들이 펄펄 끓는 기름 가마 속을 떠다니는 광경을 보게 된다.
나락의 밑바닥인 대지의 중심에 악마 중의 악마인 루시퍼(Lucifer)가 거대한 얼음 속에 갇혀 날개를 퍼득이고 있었다. 그 험상궂은 얼굴은 세 조각으로 갈라져 있었고, 일그러진 뺨 위로 피의 눈물이 흘러내렸다. 세 갈래로 갈라진 턱에는 각기 악의 전형들이 물려져 있으며, 그들은 곧 숨이 끊어질 듯이 헐떡이고 있었다.
루시퍼는 브루투스, 카시우스, 유다라는 배신자의 전형인 세 사람을 줄곧 물어뜯고 있었다.
이야기 속에서 교황 첼레스티노 5세, 교황 보니파시오 8세, 교황 니콜라오 3세, 교황 요한 22세, 교황 클레멘스 5세 등의 당대의 부패하고 무능한 교황들을 비판하고 있으며 귀도 다 몬테펠트로, 보카 델리 아바티, 베네디코 카치 아메네코, 에르콜라노 마코니, 쟈코모 다 산토 안드레아 등 당대의 정적들을 지옥에 등장시켜 복수하고 있으며 오타비아노 델리 우발디니, 브란카 도리아, 본투로 다티 등 이전 시대의 인물들도 비판하고 있다.
지옥의 구조는 다음과 같으며 역피라미드의 원추형 구조로 이루어져 있다.
- 지옥의 문 - 단테는 1300년 3월 25일 목요일 밤, 길을 걷다가 인간의 '악'을 상징하는 동물들에게 위협을 당한다. 이 때 베르길리우스가 그를 구해주고, 성모 마리아의 명으로 그를 지옥으로 인도해주는 길잡이가 될 것을 자처한다. 이후 단테는 베르길리우스를 따라 지옥으로 내려가고, 그 곳에서 '지옥의 문'을 보게 된다. 지옥의 문에 새겨져 있는 글귀는 다음과 같다.

"Per me si va ne la citta dolente,
per me si va ne l'etterno dolore,
per me si va tra la perduta gente.
Giustizia mosse il mio alto fattore;
fecemi la divina podestate,
la somma sapienza e 'l primo amore.
Dinanzi a me non fuor cose create
se non etterne, e io etterno duro.
Lasciate ogni speranza, voi ch'intrate."
한국어로 번역하면 다음과 같다.
"슬픔의 나라로 가고자 하는 자, 나를 거쳐가거라.
영원한 가책을 만나고자 하는 자, 나를 거쳐가거라.
파멸한 사람들에게 끼이고자 하는 자, 나를 거쳐가거라.
정의는 지존하신 주를 움직여
성스러운 힘, 최고의 지혜, 그리고
태초의 사랑으로 나를 만들었노라.
내 앞에 창조된 것이란
오직 무궁(無窮)이 있을 뿐, 나는 영원으로 이어지는 것이니라.
나를 거쳐가려는 자는 모든 희망을 버릴지어다."
지옥의 문 아래를 지난 단테는 그리스 신화에 등장하는 아케론 강가에 당도하게 된다. 그 곳에서 단테는 영혼들을 지옥으로 실어나르는 뱃사공 카론을 보게 되는데, 이 때 카론은 단테가 육신을 가진(살아있는) 사람임을 알아보고 다른 곳을 통해 가라며 밀쳐낸다. 강가 주변에는 살아있을 적에 선과 악 사이에서 기회만을 노리며 살았던 기회주의자들이 몰려있다. 그들은 말벌과 같은 해충들에게 시달리며 깃발 뒤를 영원히 쫓아다니는 형벌을 받고 있다. 단테는 이들 중 '비겁한 나머지 엄청난 사퇴를 한 사람'이 섞여 있었다고 썼는데, 당대의 상황을 고려하였을 때 그는 교황 첼레스티노 5세라고 한다. 다만 다른 해석들도 숱하게 존재하여, 말년에 갑작스러운 퇴위를 한 디오클레티아누스 황제라든지, 예수에 대한 재판을 미루었던 본디오 빌라도라는 설도 있다. 참고로 첼레스티노 5세는 5개월만에 직무를 포기하고 교황직을 후임인 보니파시오 8세에게 넘겨주었다.
- 제1층 림보(변옥)(Limbo) - 예수가 태어나기 전에 살았던 고대인이나 아기 등 세례는 받지 않았지만 선하게 살아왔던 자가 가는 곳으로, 어떠한 형벌도 받지 않으나 대신 신을 볼 수 없다. 이렇기에 그들은 늘 탄식과 안타까움 속에서 살아가며, 언제나 구원을 받고 싶어한다. 이 곳에는 고대 그리스의 철학자들이 모여있으며, 풀밭이 펼쳐져 있는 평화로운 구역으로 묘사된다. 이들 중 가장 생전의 업적이 위대했던 자들은 일곱 겹의 성벽이 둘러싸인 성에서 살아가고 있다. 본디 아담과 모세와 같은 구약성경 이전의 사람들도 이 곳에 있었는데, 이들은 예수가 승천하며 함께 림보에서 빼내 천국으로 데려갔다고 한다. 이 곳에 있는 사람들은 대부분 그리스와 로마의 위대한 철학자들로, 아리스토텔레스, 플라톤, 소크라테스, 디오게네스, 아낙사고라스, 데모크리토스, 탈레스, 엠페도클레스, 헤라클레이토스, 제논, 디오스코리데스, 오르페우스, 유클리드, 프톨레마이오스, 히포크라테스, 리노스, 키케로, 세네카, 갈레노스, 엘렉트라, 카밀라, 펜테실레이아, 라티누스 왕과 라비니아 공주, 유니우스 브루투스, 루크레티아, 율리아, 마르차, 코르넬리아, 율리우스 카이사르, 살라흐 앗 딘, 이븐 루시드, 이븐 시나 등. 그 외에도 아이네이아스, 헥토르 등의 트로이 전쟁에서 싸웠던 인물들, 위대한 다섯 시인 중 4명(호메로스, 호라티우스, 오비디우스, 루카누스) 등이 이 곳에 살고 있다. 이 곳을 지나면 그리스의 왕이었던 미노스의 심판을 받게 되는 영혼들, 즉 정말로 고통스러운 형벌을 받는 사람들을 볼 수 있다. 단테는 미노스를 사악한 악마로 묘사했으며, 미노스는 자신의 꼬리로 영혼을 감아, 영혼은 그 감은 횟수대로 그에 해당하는 지옥으로 떨어지게 한다.
- 제2층 '색욕 지옥' - 색욕에 빠져 간통을 저지른 자들이 가는 곳으로, 시도 때도 없이 폭풍에 흽쓸려 바람결에 날려 다녀야 한다. 이 중에서는 프란체스카 다 리미니와 파올로 말라테스타도 포함되어 있다. 이들은 서로 이루어질 수 없는 사이였음에도 불구하고 불륜을 저질렀고, 그에 따른 합당한 벌을 받고 있다. 단테는 이들을 향한 동정어린 태도를 보여준다. 그들 외에 이 곳에 있는 자들은 세미라미스, 디도, 클레오파트라, 헬레나, 파리스, 아킬레우스, 트리스탄 등이 있다.
- 제3층 '폭식 지옥' - 폭음폭식에 빠져 욕망을 주체하지 못한 자들이 가는 곳으로, 이 곳에서는 죄인들이 더러운 비와 우박을 맞으며 흙탕물에 누워 신음하고 있으며 악마견 케르베로스가 시도때도 없이 죄인들을 물어뜯으며 살아가고 있다. 이 곳에 있는 자들은 '치아코'라고 불리는 피렌체 출신의 남자와 교황 보니파시오 8세 등이 있다.
- 제4층 '탐욕 지옥' - 이기적이고 탐욕스러운 자가 가는 곳이다. 이 곳으로 내려갈 때 단테는 재화의 신이었던 플루토를 만나게 된다. 플루토는 '파페 사탄, 파페 사탄 알레페'라고 외치며 단테의 앞을 가로막지만, 베르길리우스의 호통에 물러난다. 생전에 재물에 집착하여 인색하게 살았던 사람들과, 낭비벽이 심하여 돈을 써댔던 사람들이 이 곳으로 오게 된다. 자신들이 모았던 커다란 돈주머니를 굴리는 형벌을 영원히 받는다. 이 곳의 영혼들은 인색하게 살았던 자들과 낭비를 하며 살았던 자들, 이 두 무리로 나뉘어 서로 다른 방향으로 돈주머니를 굴리는데, 굴리다가 서로를 만나게 되면 서로를 욕하고 저주하며 서로의 죄를 탓한다.
- 제5층 '분노 지옥' - 분노의 감정을 억제하지 못하고 죄를 저지른 자들이 가는 곳인데, 그리스 신화에 나오는 스틱스 강이 주변을 두르고 있으며 중심부에는 악마의 도시 '디스'의 성벽이 있다. 이 곳에는 분노를 참지 못하고 델포이의 아폴론 신전을 불태운 플레기아스, 단테의 정적이었던 필리포 아르젠티 등이 등장한다. 본디 단테 일행이 이 곳을 지나 제 6층으로 들어가려 할 때 악마들이 문을 걸어 잠그고 그들이 들어오지 못하게 하지만, 천사의 도움을 받아 들어갈 수 있게 된다.
- 제6층 '이단 지옥' 혹은 '디스 시' - 신을 믿지 않고 다른 사상이나 신을 믿었던 이단자들이 가는 곳으로, 이 곳의 죄인들은 뜨거운 관 속에 갇혀 그 열기에 신음하고 있다. 최후의 심판이 닥쳤을 때, 그나마 열려있던 관 뚜껑조차 닫히게 되고 영원한 고통에 시달릴 것이라 한다. 죄악의 정도에 따라 열의 세기가 심해진다. 이중에는 영혼도 원자와 함께 분해되어 없어진다고 믿었던 그리스 철학자 에피쿠로스도 포함되어 있다. 그 외에도 교황의 적이었던 프리드리히 2세, 동로마 제국의 황제 아나타시우스 1세 등이 이 곳에서 불타고 있다고 한다. 이 곳에서 7층으로 내려가는 길에 괴물 미노타우르스가 가로막고 있으나, 이 또한 플루토와 같이 베르길리우스의 일갈에 물러난다.
- 제7층 '폭력 지옥' - 폭력을 휘두른 자들이 이 곳으로 떨어져 형벌을 받는다. 이들은 타인에게 해를 끼친 자, 자신에게 해를 끼친 자, 신과 자연에게 해를 끼친 자로 나뉘어 고통받고 있다. 이 중 '자신에게 해를 끼친 자'는 자살한 사람을 일컫는 말로, 당시 중세 사회에서는 자살을 크나큰 범죄로 취급하였다.
  - 제1원 플레게톤 강 - 타인에게 폭력을 가한 자들이 있는 곳인데, 주로 고대의 독재자들과 폭군들이 이 곳에서 신음한다. 죄인들은 끓고 있는 피의 강에서 고통받고 있으며, 죄악의 정도에 따라 다른 깊이에 잠겨진다. 강에서 빠져나오려 하는 자들은 켄타우로스가 화살로 쏘아 맞춘다. 이 곳에 있는 자들로는 알렉산드로스 대왕, 시라쿠사의 참주였던 디오니시우스 1세, 훈 족의 아틸라, 피로스 1세, 로마 시대의 해적이었던 섹스투스 폼페이우스 등이 있다. 이 곳에서는 헤라클레스의 스승이자 켄타우로스인 케이론도 함께 등장하는데, 다른 켄타우로스와는 다르게 나름대로의 지능과 위엄을 갖춘 이로 묘사된다.
  - 제2원 자살자의 숲 - 자신에게 폭력을 가한 자들(자살자들과 재산 탕진자들)이 가는 곳으로, 자신의 육신을 저버린 죄로 움직일 수 없는 나무가 되어 고통받고 있다. 때때로 괴물 새인 하르피이아가 그들을 찾아와 쪼면서 고통을 주며, 이들은 스스로 육신을 포기한 자들이기에 최후의 심판 때에도 육신을 되찾지 못하고 자신의 나무에 육신을 매다는 것으로 만족해야만 한다.
  - 제3원 가증의 사막 - 신과 자연 순리에 해를 끼친 자들이 가는 곳인데, 신성 모독자, 동성애자, 고리대금업자(일하지 않고 돈을 빌려주고 이자를 받는 것으로만 이익을 얻는 것은 순리에 위반되기 때문)들이 사막 위에서 뜨거운 불꽃을 맞으며 고통받고 있다. 신성모독자들은 모래 위에 누워있고, 동성애자들은 그 위를 뛰어다니며, 고리대금업자들은 몸을 잔뜩 움츠린 채 떨고 있다. 단테 일행은 이 불꽃을 피하기 위해 사막 가운데에 있는 개울을 통해 이 곳을 지나간다. 참고로 당시 중세 시대에 동성애는 사람이 저지를 수 있는 가장 큰 죄악 중 하나로 치부되었다.
- 제8층 사기 지옥 혹은 말레볼지아 - 사기와 거짓말로 주변 사람들을 파멸으로 몰아놓은 자가 10가지 죄로 나뉘어 10종류의 벌을 받고 있는 곳이다. 이 곳은 거대한 원형 극장의 모양을 띠고 있는데, 그 위에 동심원 모양의 구렁이 10개 파여져 있어 그 속에서 각기 다른 죄를 지은 자들을 고문하고 있다. 그리고 이 도랑들 위에는 모두 각각 하나씩 거대한 아치형 돌다리가 놓여 있어, 단테 일행이 쉽게 건너갈 수 있도록 돕는다. 
  - 제 1 구렁 -  이 구렁 속에 있는 죄인들은 생전에 타인을 고의적으로 착취하고 그들 자신의 이익을 위해 팔아넘긴 자들이다. 이들은 두 열을 이루며 영겁의 시간동안 빠르게 뛰어야만 하는데, 조금이라도 속도가 느려지거나 쓰러지면 뿔달린 악마가 채찍으로 그들을 후려갈긴다. 이 곳에 있는 이들은 황금 양피를 찾으러 모험을 떠났던 그리스 신화의 영웅 이아손, 여동생을 팔아넘겨 사익을 추구한 볼로냐의 정치인 베네디코 카치아네미코 등이다.
  - 제 2 구렁 - 이 곳에서는 말로 다른 사람들의 욕망과 공포를 부추겨 옳지 못한 일을 하게 한 자들, 즉 아첨꾼들을 가두고 있다. 이들은 자신들이 살아있을 때 지껄였던 거짓말을 상징하는 똥 속에서 허우적대고 있으며, 서로를 향해 저주를 퍼붓고 싸우며 시간을 보내고 있다. 단테는 이 곳에서 알레시오 인테르미네이, 아첨꾼들의 상징처럼 여겨졌던 창녀 타이데 등을 보게 된다.
  - 제 3 구렁 - 이 곳의 죄인들은 생전에 성직을 매매한 이익을 챙긴 자들이다. 죄인들은 뜨거운 구덩이 속에 거꾸로 처박힌채로 발만 겨우 구덩이 밖으로 내놓고 있는데, 발에는 뜨거운 불이 타고 있어 죄인들을 괴롭게 한다. 이 불꽃의 강도는 그가 생전에 지었던 죄에 비례하여 뜨거워진다. 나중에 그 죄인의 자리를 대신 채울 죄인이 새로 도착하면, 원래 있던 죄인은 뜨거운 땅 속으로 파묻혀 발조차도 땅 위로  내놓지 못하고 고통받아야 한다. 단테는 이 곳에서 교황 니콜라우스 3세, 예수의 권능을 돈으로 사려 했던 사마리아의 마술사 시몬, 교황직에 오르는 대가로 수많은 협약들을 체결해주었던 클레멘스 5세 등을 알아차린다.
  - 제 4 구렁 - 단테가 제 4구렁을 가로지르는 돌다리를 지날 때, 그는 무심결에 아래를 내려다본다. 그 곳에서 그는 머리가 뒤틀려 뒤를 바라본 채로 거꾸로 걸어가고 있는 사람들을 보게 된다. 이들은 생전에 마술사, 연금술사, 마녀, 거짓 예언자 행세를 하여 신의 권능을 모독한 자들이다. 이들은 지나치게 앞을 내다보려 한 죄로 인하여, 죽은 후에는 뒤만을 보며 영원토록 눈물을 흘리며 거꾸로 걸어가야만 한다. 단테는 이 곳에서 그리스 신화에 나오는 암피아라오스와 테이레시아스, 카이사르의 승리를 예언했던 예언자 아론타, 테이레시아스의 딸 만토 등을 마주한다.
  - 제 5 구렁 - 타락하고 부패한 정치인들이 이 곳에서 벌을 받고 있다. 이들은 끓는 역청 속에서 살아가고 있는데, 이 역청은 그들이 살아있을 때 행했던 부패와 악한 행위들의 끈적끈적하고 더러운 성질을 상징한다. 이들이 역청 밖으로 고개를 들려 하면, 곧바로 그 주위를 순회하던 악마들(말레브란케)이 삼지창과 갈퀴로 찔러 다시 들어가도록 압박한다. 단테 일행은 이 곳을 지나며, 악마들의 대장 역할을 하고 있던 '말라코다'를 만나게 되는데, 말라코다는 제 6구렁에서 7구렁으로 넘어가는 돌다리가 무너졌음을 알려주며 부하 악마들을 시켜 다른 돌다리로 가는 길을 알려주겠다고 제안한다. 물론 악마들의 행동이 다 그렇듯이, 또다른 돌다리 따위는 없었고, 그저 거짓말일 뿐이었다. 단테 일행은 악마들의 호위를 받으며 구렁을 통과하는데, 그러던 중 한 영혼이 역청 밖으로 빠져나오며 소란을 일으키고, 악마들의 정신이 팔린 사이 무사히 도망쳐 다음 구렁으로 당도할 수 있게 되었다.
  - 제 6 구렁 - 이 곳에서는 위선자들을 심판한다. 이들은 겉은 금빛으로 번쩍거리지만, 속은 무거운 납으로 만들어져 있어 무게가 엄청난 망토를 입은 채 고개를 푹 숙이고 영원토록 걸어가야만 한다. 이 곳에는 볼로냐의 '영광의 동정녀 마리아 기사단'에 속했던 수도사 2명이 살아가고 있는데, 이들은 수도사라는 직책에도 불구하고 사치스럽고 항략스러운 생활을 즐겼던 자들이다. 또한 이 곳에는 예수 한 명을 제물로 바쳐야 한다고 주장했던 유대인 제사장도 있는데, 그는 바닥에 못이 박힌 채로, 다른 죄인들이 망토를 입고 그를 밟고 지나갈 때마다 그 무게를 느끼며 참회해야만 한다. 참고로 베르길리우스는 이 곳의 수도사들에게 다음 구렁으로 넘어가는 또다른 돌다리가 없다는 것을 전해 듣고, 그에게 거짓말을 친 악마 '말라코다'에게 분노한다.
  - 제 7 구렁 - 이 구렁 속에는 생전에 도둑질을 생업으로 삼았던 사람들이 있다. 이 곳으로 향하는 돌다리가 무너졌기 때문에, 단테 일행은 어쩔 수 없이 거대한 바위 조각들을 타고 겨우겨우 이 곳으로 이동하게 된다. 단테가 이 곳으로 도착한 후, 그는 그제서야 제대로 제 7구렁의 참혹한 모습을 내려다보게 된다. 이 곳의 죄인들은 뱀과 도마뱀과 같은 파충류들에게 물리며 고통받고 있다. 이 곳의 진정한 공포는 나중에 가서야 밝혀지는데, 제 7구렁의 진짜 형벌은 사실 영혼들이 뱀과 인간의 형상을 넘나들며 끊임없이 고통받아야 하는 것이다. 책 속에서도 사람의 형상을 하고 있던 한 영혼이 뱀의 형상을 하고 있던 한 영혼과 그 형체가 뒤바뀌는 내용이 나온다. 참고로 이 곳에서 나온 자들은 피스토이아의 대성당에서 성물을 훔친 도둑 반니 푸치, 헤라클레스의 소를 훔치려다 맞아 죽은 불한당 카쿠스 등이 있다. 이 중 반니 푸치는 신을 저주하며 하늘을 향해 모욕적인 손짓을 해보이다가 뱀에게 물리며 끊임없이 고통받는다.
  - 제 8 구렁 - 이 곳에서는 잘못된 조언으로 타인의 악행을 부추긴 자들이 고통받는다. 이들은 거대한 불덩어리 속에서 화염에 휩싸여 신음하는데, 주요 등장인물은 그리스의 영웅인 오디세우스, 디오메데스 등이 있다. 이들은 트로이의 목마와 같은 기만 작전을 펼쳐 적들을 학살한 죄목으로 갇혀있다. 오디세우스는 이 곳에서 단테에게 그의 마지막 항해에 대해서 들려주는데, 이 이야기는 단테의 창작으로 신화의 기록에는 이런 내용이 없다는 것을 참고하는 것이 좋다. 오디세우스는 그가 세상의 경이와 진실을 알기 위해서 대양으로 항해의 돛을 펼친 이야기에 대해서 말한다. 그들은 헤라클레스의 기둥(지브롤터)를 넘어 대서양 건너편으로 항해하였으며, 북극성이 보이지 않는 곳(남반구)로  목적지를 잡았다고 한다. 그들은 밤마다 북반구의 인간들은 볼 수 없는 별자리들을 보았고, 끊임없이 신이 허락하지 않은 곳으로 나아갔다. 이들은 마침내 연옥산이 보이는 곳에 당도하나, 연옥산의 앞바다에서 거친 파도에 휩쓸려 죽었다고 한다. 이들이 죽은 가장 큰 이유는 자신의 재능을 남용하여 감히 인간에게 허락되지 않은 진리를 탐구한 죄이다.
  - 제 9 구렁 - 이 곳에서는 사회에 불화를 일으키고 분열을 조장한 자들을 처벌한다. 단테의 지옥도 전체에서 가장 끔찍한 장면이 나오는 곳이기도 하다. 이 곳의 죄인들은 끊임없이 거대한 악마의 칼에 썰리고 베이기를 반복하며 고통받는다. 이 고통은 끝날 수가 없는데, 이는 그들이 끊임없이 재생을 반복하기 때문이다. 이 죄인들은 모두 세 부류로 나뉘는데, 첫 번째는 종교적인 갈등을 유발한 자들, 두 번째는 사회적, 정치적인 갈등을 조장한 자들, 마지막은 가족간의 불화를 만들어낸 자들이다. 이 중 첫 번째 부류에 속하는 사람들 중 이슬람교의 창시자 마호메트가 있다. 단테는 그가 기독교에서 빠져나갔을 때, 종교를 둘로 쪼갠 죄를 범했다고 생각했다. 단테는 이들 중 이슬람교의 네 번째 칼리프이자 사위인 알리도 이 곳에 있다고 썼는데, 이는 수니파와 시아파 사이의 갈등을 부추긴 죄로 갇혀있는 것이다. 두 번째 부류의 사람들 중에는 피에르 디 메디치나, 카이사르에게 루비콘 강을 건너라고 조언해준 호민관 쿠리오 등이 있다. 이들 모두 참혹한 모습으로, 목이 잘리거나 얼굴이 잘려나간 모습을 하고 있다. 마지막 세 번째 부류의 사람들은 베르트랑 등이 있는데, 베르트랑은 목이 완전히 잘려나간 모습으로 묘사된다. 그는 자신의 잘린 목을 등불처럼 들고 다니며 단테에게 자신의 잘못을 토로한다.
  - 제 10 구렁 - 이 곳에는 위조범들이 넘쳐난다. 이 곳의 죄인들은 끔찍한 질병과 전염병으로 괴로워한다. 움직일 수 있는 자들은 증오에 가득찬 채 서로를 찢어발기거나 저주하고, 움직일 기력도 없는 자들은 바닥에 널부러진 채 끔찍한 악취와 고통으로 괴로워한다. 단테는 이 곳에서 날 수 있는 법을 가르쳐 줄 수 있다고 거짓말하다가 사형당한 연금술사 그리폴리노, 연금술의 죄목을 쓰고 화형당한 카포키오 등과 마주한다.
  - 말레볼지아 한가운데의 샘 - 단테와 베르길리우스는 점차 말레볼지아 속으로 깊숙히 들어가게 된다. 이 곳에서 그는 마지막으로 거대한 샘을 마주하게 되는데, 그 곳에서는 그리스의 신들에게 저항한 거인들과 하나님께 대항한 거인들이 갇혀있다. 이들의 크기가 워낙 거대했기에, 단테는 이들을 멀리서 보고 그들이 마치 산인줄 착각할 정도였다. 거인들은 배꼽 아래로 차가운 웅덩이 속에 잠겨있고, 쇠사슬로 굳게 감겨 있어 함부로 움직일 수 조차 없다. 이 곳에서 단테는 바벨탑을 쌓았던 거인 님로드, 기간토마키아 도중 올림포스를 공략하려 했던 에피알테스 등을 만난다. 이 곳에는 100개의 팔을 가진 거인 브리아레스와 그 외에도 티폰과 같은 괴물들도 함께 묶여 있다고 하지만, 단테와의 직접적인 대면 장면은 묘사되지 않는다. 이 곳에는 올림포스의 신들을 배신하지 않았기에 쇠사슬로 묶이지 않은 채 자유롭게 돌아다닐 수 있는 거인 안타이오스가 있는데, 그가 손으로 단테 일행을 들어 9층으로 내려 보내준다.
- 제9층 '반역 지옥' - 국가, 가족, 친구, 스승, 은인 등을 배신한 자들이 가는 곳으로 영원히 차가운 얼음 속에서 신음해야 한다. 루시퍼가 머물고 있는 곳이기도 하다.

### 연옥
하의 연옥, 상의 연옥, 지상낙원 하의 연옥
베르길리우스와 단테는 대지의 중심에서 빠져나와 다시 햇살을 받으며 연옥(煉獄, Purgatorio)의 불을 저장한 산에 이른다. "연옥"도 몇 개의 구역으로 나뉘어 있으며, 속죄자들은 자신의 죄를 깊이 통찰함으로써 정화될 수 있는 기회를 얻는다. 그들의 죄는 용서받을 수 없는 것이 아니다. 피라미드와 같은 형태이다.
연옥은 정죄(淨罪)와 희망의 왕국으로 영적 구원을 받을 만한 여망이 있는 망령들이 천국에 가기 전에 수양을 하는 곳이다. 천사들은 이곳에서 칼로 단테의 이마 위에 P자를 새겨주는데, 이는 연옥에서 자기가 참회해야 할 죄(Peccata), 곧 오만·질투·분노·태만·탐욕·폭식·애욕의 일곱 가지로 이러한 죄들은 벼랑을 차례로 지나면서 하나씩 씻어진다.
이 모든 죄를 씻고 나면 영혼들은 구원을 받게 되고 이어 지상낙원으로 오를 수 있다. 이 연옥에서 정죄하고 있는 죄들이 지옥에서 벌받고 있는 것들과 비슷한 것임을 보고 당혹감을 느끼는 수가 있다. 그러나 지옥의 죄들은 뉘우치지 못한 자들의 것이고 연옥의 죄들은 구원받은 영혼들로서 천국에 올라가기에 앞서 이곳에서 정죄할 수 있는 죄인 것이다. 이 지상낙원은 지상에서의 완전한 행복을 의미한다. 인간은 하나님의 의지에 복종하며 교회와 군주국의 보편적인 권력들을 조화시킬 수 안다면 이 행복을 누릴 수 있지만, 엠피레오에 올라가기 전에 그들은 지상의 죄를 망각케 하는 레테 강에 몸을 씻고 선행의 기억을 새롭게 하는 에우노에 강물을 맛보는 정화과정을 거쳐야 한다. 단테는 이 두 강에 몸을 적신다.
이윽고 수레를 탄 베아트리체가 모습을 드러내고, 천국 여행에 대비하여 자신과 그리핀의 눈에 비친 태양빛을 단테의 눈에 반사시켜 눈을 단련시켜 준다. 그리고 마지막에 이르러 베르길리우스와 스타티우스에게 작별을 고하고 베아트리체의 안내를 받아 천국으로 오른다. 연옥편은 가장 철학적인 부분이어서 <신곡> 중에서도 가장 어려운 부분이다.
- 제1층
- 제2층
- 제3층
- 제4층
- 제5층
- 제6층
- 제7층

### 천국
단테와 그의 동행자는 차례차례로 여러 구역을 지난 뒤에 드디어 "지상의" 낙원에 도착한다. 시인의 동행자는 이미 베르길리우스가 아니며, 그를 대신하여 "그의" 베아트리체가 "후광에 감싸여" 그를 천국으로 인도하게 되는데, "그는 그녀를 눈으로 똑똑하게 확인함으로써가 아니라, 그녀로부터 나오는 신비한 힘에 의해서 옛날의 사랑에 대한 원초적인 힘을 느낄 수 있게 된다."
천국의 구조는 다음과 같다.
- 화염천 - 지구와 달의 중간 경로.
- 제1 영역 월성천
- 제2 영역 수성천 - 유스티니아누스 황제.
- 제3 영역 금성천 - 앙주의 샤를, 쿠니자 다 로마노, 폴케 드 마르셀.
- 제4 영역 태양천 - 토마스 아퀴나스, 아시시의 프란체스코
- 제5 영역 화성천 - 여호수아, 롤랑, 카를 대제.
- 제6 영역 목성천 - 다윗 왕, 히스기야, 콘스탄티누스 황제.
- 제7 영역 토성천
- 제8 영역 항성천 - 초대 교황 베드로.
- 제9 영역 원동천
- 제10 영역 최고천

## 같이 보기
- 서사시